# Die kalte Wahrheit
Die kalte Wahrheit ist ein deutsches Fernsehdrama von Franziska Meletzky aus dem Jahr 2014, das auf einer wahren Begebenheit beruht. Petra Schmidt-Schaller spielt eine Ärztin, die einen Unfall mit Todesfolge verursacht und versucht die Hintergründe zu erkunden. Der Film wurde erstmals beim Filmfest Hamburg 2014 aufgeführt und am 23. März 2015 im ZDF ausgestrahlt.

## Handlung
Die Ärztin Helen Liebermann fährt an einem Wintertag frühmorgens in einem Waldgebiet den 18-jährigen Moritz Dombrowski an, der dabei stirbt. Das Ermittlungsverfahren gegen sie wegen fahrlässiger Tötung wird eingestellt. Sie möchte jedoch die Hintergründe wissen, warum der Junge um diese Zeit zehn Kilometer weg von seinem Zuhause barfuß und ohne Jacke auf dieser Straße war. Sie stellt eigene Ermittlungen an, bei denen ihr Anwalt Wagner nach einigem Zögern hilft. Sie vermutet, dass Moritz am Erfrieren war und von einer Kälteidiotie befallen war. Als sie nochmals an den Unfallort zurückkehrt, trifft sie dort ein Mädchen mit Moritz’ bestem Freund Thomas, den sie von der Trauerfeier kennt, die sie heimlich belauscht hat. Es handelt sich um Nicole Hohlbein, deren Vater Trainer von Moritz’ Handballmannschaft ist und dem sie die Schuld an dessen Tod gibt.
Die Mannschaft hatte am Abend zuvor in einer Bar gefeiert. Moritz wurde dabei zum Zahlen von Trinkrunden genötigt, da er beim Spiel ein entscheidendes Foul begangen hatte. Dabei ging das Taxigeld drauf, das er stets von seinem Vater für die Heimfahrt bekommt. Wegen eines Streits um Nicole kam es zu einer Prügelei mit Thomas. Sein Trainer wartete deswegen im Auto vergebens auf ihn und fuhr ohne ihn los. Der betrunkene Moritz begab sich zum Nachbarhaus der Bar, das er wegen einer ähnlichen Türe mit dem Wohnhaus seiner Familie verwechselte. Die Bewohner, das Ehepaar Sporn, wiesen ihn ab und riefen die Polizei, als er keine Ruhe ließ. Die Polizisten forderten angesichts seiner starken Trunkenheit den Rettungsdienst an.
Mittlerweile hat Helen Liebermann Moritz’ Mutter in einer Selbsthilfegruppe getroffen, gibt sich aber nicht zu erkennen. Diese erzählt ihr, dass sie die Sachen von Moritz zurückerhalten habe, seine Jacke aber gefehlt habe. Über die Ermittlungsakten, die ihr Anwalt einsehen konnte, hat Liebermann von den Geschehnissen bei der Feier Kenntnis erlangt. Von dem Polizisten Simon Kerber, den sie aus der Arztpraxis kennt, die er mit seinem dementen Vater regelmäßig besucht, erfährt sie, dass dieser selbst mit seinem Kollegen Anton Stein den Einsatz an der Bar durchführte. Er teilt ihr auch den Namen von einem der Sanitäter mit, der ihr erzählt, dass der volljährige Moritz sich weigerte, in eine Klinik mitgenommen zu werden. In der Bar berichtet ihr die Bedienung von der Schlägerei. Von Frau Sporn erfährt sie, dass ihr Mann nochmal vor die Tür geschaut habe, als die Hunde anschlugen. Liebermann hat deshalb den Verdacht, dass dieser Moritz im Auto mitnahm und dann ausgesetzt hat. Im Garten findet sie die blutbeschmierte Jacke von Moritz.
Liebermann stellt Hohlbein zur Rede. Thomas hört mit und gesteht die Schlägerei. Vater Dombrowski attackiert in der Arztpraxis Helen Liebermann verbal. Ihr Chef, der von ihr gefordert hatte, den Vorfall geheim zu halten, reagiert ungehalten, woraufhin sie kündigt. Sie bittet die Pastorin, welche die Trauerfeier geleitet hatte, um ein Gespräch. Diese ermuntert sie, Moritz’ Mutter zu erzählen, dass sie ihn totgefahren hat, was sie auch tut. Der Vater zertrümmert das Auto, das sie Moritz schenken wollten. Von ihm erhält Liebermann schließlich das Handy von Moritz, das ihr die Mutter nicht geben wollte, da sie die Klärung der Schuldfrage nicht für sinnvoll hält. Ihren Sohn könne ihr niemand zurückgeben.
Liebermann recherchiert die Gespräche auf dem Handy und findet einen Anruf des Polizisten Anton Stein am Morgen des Unfalls. Die Polizisten hatten ihr gegenüber aber erklärt, dass sie davon ausgegangen sind, dass Moritz in eine Klinik gebracht wurde. Dann hätte der Anruf aber keinen Sinn gehabt, woraus Liebermann schließt, dass die Polizisten nochmal zurückgekommen sind und sie es waren, die Moritz mitgenommen haben. Damit konfrontiert, sagt Kerber zu Stein, dass er einen großen Fehler gemacht habe. Dieser rechtfertigt sich damit, dass es in dieser Nacht so kalt gewesen sei. Liebermann sagt ihnen, dass sie Anzeige erstatten werde. Im Auto telefoniert sie mit ihrem Freund Dirk, der von Berlin, wo er unter der Woche arbeitet, auf dem Weg zu ihr ist. Währenddessen ist Kerber hinter ihr hergefahren und stoppt sie. Er gesteht alles, sagt aber, Moritz hätte mit aller Gewalt aus dem Polizeiwagen raus wollen, und bittet flehentlich, die Existenz seiner Familie nicht zu zerstören. Als sie nicht darauf eingeht, schlägt er sie zu Boden. Ihr Freund, der am Telefon alles mitgehört hat, trifft ein und steht ihr bei. Kerber wird schließlich festgenommen.

## Hintergrund
Beim Filmfest Hamburg wurde Die kalte Wahrheit am 29. September 2014 uraufgeführt und war für den Hamburger Produzentenpreis für deutsche Fernsehproduktionen nominiert. Die Erstausstrahlung im ZDF als Fernsehfilm der Woche am 23. März 2015 war mit 6,05 Millionen Zuschauern und einem Marktanteil von 18,5 % die meistgesehene Sendung des Tages im deutschen Fernsehen.
Der Film basiert auf einem Vorfall in Lübeck im Jahr 2002. Die beiden Polizisten wurden 2008 im Berufungsverfahren zu Bewährungsstrafen verurteilt.

## Rezeption
Matthias Hannemann hob in der FAZ in diesem „perfekt montierten, ungewöhnlich konsequent gefilmten Thriller“ besonders die Kameraführung hervor. Die WAZ sah ein „gut gespieltes, aber etwas bemühtes Krimidrama“. Ulrich Feld von der Frankfurter Neue Presse meinte, dass der Film in erster Linie kein Kriminalfilm, sondern ein „Psychodrama um das Thema Schuld und Schuldbewältigung“ sei. Petra Schmidt-Schaller vermittele „die Zweifel und Gewissensbisse der Helen Liebermann geradezu körperlich spürbar“, das Finale sei aber „stark überzogen“.